# 권력정당
권력정당(Party of power)은 형식적으로 민주주의 국가에서 특정 정당이 헤게모니적 권력을 가지고 그 나라 정계에 군림하는 형태를 의미한다. 이런 정당들은 대개 일당우위제 또는 일당제에서 중심 정당의 역할을 맡는다.

## 같이 보기
- 베네수엘라 연합사회당
- 일본 자유민주당
- 중국 국민당
- 멕시코 제도혁명당
- 통합 러시아당